# Kościół św. Marka Ewangelisty w Poznaniu
Kościół św. Marka Ewangelisty – katolicka świątynia parafialna, zlokalizowana na Osiedlu Czecha w Poznaniu. Przynależy do Dekanatu Poznań-Rataje.

## Historia
W 1989 parafia Pierwszych Polskich Męczenników otrzymała pozwolenie na budowę świątyni na terenie Osiedla Czecha. We wrześniu tegoż roku bp Stanisław Napierała poświęcił krzyż na terenie przyszłego ośrodka.
1 maja 1992 arcybiskup Jerzy Stroba erygował nową parafię pw. Św. Marka Ewangelisty. Prace budowlane według projektu Aleksandra Holasa ruszyły w 1994 i trwały do 2002. Konsekracji dokonał arcybiskup Stanisław Gądecki 10 października 2010.

## Architektura
Kościół jest budowlą o założeniu centralnym, zbudowaną na planie pięcioboku (wpisanego w koło o promieniu 14,6 m), rozbudowanego o kaplicę i zakrystię.
U zbiegu ścian bocznych znajdują się okna, w dwa z nich wstawiono witraże ze scenami chrztu Jezusa w rzece Jordan oraz Przemienienia Pańskiego na górze Tabor. Kościół nakryty stromym dachem z latarnią.